# Play-off de classificació per la European Rugby Champions–Challenge Cup de 2014-2015
Els Play-off de classificació per la European Rugby Champions Cup-Challenge Cup 2014-2015 fou una eliminatòria a doble volta entre els WASPS d'Anglaterra i l'Stade Français de França per aconseguir la darrera plaça per la primera edició de la European Rugby Champions Cup 2014-2015, successora de la Heineken Cup. A pesar dels canvis introduïts en les competicions europees de rugbi aquella, temporada, l'organització va reservar la 20a plaça per al 7è equip classificat a la lliga francesa o anglesa.

## Equips
| Lliga             | Equip          | Entrenador      | Estadi           |
| ----------------- | -------------- | --------------- | ---------------- |
| Aviva Premiership | Wasps          | Dai Young       | Adams Park       |
| Top 14            | Stade Français | Gonzalo Quesada | Stade Jean-Bouin |

## Sistema de Competició
El 29 d'abril de 2014, es va fer oficial que el sistema del play-off seria una eliminatòria a doble volta, on la suma de punts en els dos partits decidiria el guanyador. En un sorteig realitzat una setmana després, també es va decidir el factor camp. El sorteig va establir que l'anada es jugaria a Anglaterra i la tornada a França

### Anada
| Wasps | 30–29    | Stade Français | 18 de maig de 2014 15:00 BST - Adams Park Assistència: 5,125 espectadors Àrbitre: John Lacey (IRFU) |
| Assaigs: Varndell 26' c Johnson 44' c Simpson 59' c Con.: Goode (3/3) 27', 46', 61' Pen.: Goode (3/3) 2', 15', 80' | [Report] | Assaigs: Taulafo 10' c Camara 31' m Fillol 61' c Nayacalevu Vuidravuwalu 73' c Con.: Dupuy (1/2) 10' Fillol (2/2) 62', 74' Pen.: Dupuy (1/3) 55' | 18 de maig de 2014 15:00 BST - Adams Park Assistència: 5,125 espectadors Àrbitre: John Lacey (IRFU) |

| FB          | 15 | Andrea Masi     |                     |     |     |
| RW          | 14 | William Helu    |                     |     |     |
| OC          | 13 | Elliot Daly     |                     |     |     |
| IC          | 12 | Chris Bell (c)  |                     |     |     |
| LW          | 11 | Tom Varndell    |                     |     |     |
| FH          | 10 | Andy Goode      |                     |     |     |
| SH          | 9  | Joe Simpson     |                     |     |     |
| N8          | 8  | Nathan Hughes   |                     |     | 77' |
| OF          | 7  | James Haskell   | del 55' fins el 65' |     |     |
| BF          | 6  | Ashley Johnson  |                     | 65' | 77' |
| RL          | 5  | Tom Palmer      |                     | 50' |     |
| LL          | 4  | Joe Launchbury  |                     |     |     |
| TP          | 3  | Phil Swainston  |                     | 69' |     |
| HK          | 2  | Carlo Festuccia |                     | 65' |     |
| LP          | 1  | Matt Mullan     |                     | 61' |     |
| Canvis:     |    |                 |                     |     |     |
| HK          | 16 | Tom Lindsay     |                     | 65' |     |
| PR          | 17 | Simon McIntyre  |                     | 61' |     |
| PR          | 18 | Taione Vea      |                     | 69' |     |
| LK          | 19 | Kearnan Myall   |                     | 50' |     |
| N8          | 20 | Guy Thompson    |                     | 65' |     |
| SH          | 21 | Brett Sheehan   |                     |     |     |
| FH          | 22 | Joe Carlisle    |                     |     |     |
| CE          | 23 | Charlie Hayter  |                     |     |     |
| entrenador: |    |                 |                     |     |     |
| Dai Young   |    |                 |                     |     |     |

| FB              | 15 | Hugo Bonneval        |  |     |                     |                     |
| RW              | 14 | Julien Arias         |  |     |                     |                     |
| OC              | 13 | Waisea Nayacalevu    |  |     |                     |                     |
| IC              | 12 | Meyer Bosman         |  |     |                     |                     |
| LW              | 11 | Djibril Camara       |  | 69' |                     |                     |
| FH              | 10 | Morné Steyn          |  | 53' | 72'                 | 74'                 |
| SH              | 9  | Julien Dupuy         |  | 56' |                     |                     |
| N8              | 8  | David Lyons          |  |     |                     |                     |
| OF              | 7  | Sylvain Nicolas      |  | 2'  |                     |                     |
| BF              | 6  | Antoine Burban       |  |     |                     |                     |
| RL              | 5  | Pascal Papé (c)      |  |     |                     |                     |
| LL              | 4  | Alexandre Flanquart  |  | 63' |                     |                     |
| TP              | 3  | Rabah Slimani        |  | 48' | 77'                 |                     |
| HK              | 2  | Laurent Sempéré      |  | 53' |                     |                     |
| LP              | 1  | Sakaria Taulafo      |  | 48' |                     |                     |
| Canvis:         |    |                      |  |     |                     |                     |
| HK              | 16 | Laurent Panis        |  | 53' | 77'                 |                     |
| PR              | 17 | Heinke van der Merwe |  | 48' |                     |                     |
| PR              | 18 | Davit Kubriashvili   |  | 48' |                     |                     |
| LK              | 19 | Anton van Zyl        |  | 63' |                     |                     |
| FL              | 20 | Scott LaValla        |  | 2'  |                     |                     |
| SH              | 21 | Jérôme Fillol        |  | 56' |                     |                     |
| FH              | 22 | Jules Plisson        |  | 53' | del 72' fins el 74' | del 72' fins el 74' |
| WG              | 23 | Jérémy Sinzelle      |  | 69' |                     |                     |
| entrenador:     |    |                      |  |     |                     |                     |
| Gonzalo Quesada |    |                      |  |     |                     |                     |

| Touch judges: Dudley Phillips (IRFU) Michael Black (IRFU) Àrbitres de TV Simon McDowell (IRFU) |

### Tornada
| Stade Français               | 6–20     | Wasps                                                                                      | 24 de maig de 2014 14:45 CEST - Stade Jean-Bouin Assistència: 9,000 espectadors Àrbitre: Nigel Owens (WRU) |
| Pen.: Plisson (2/3) 14', 28' | [Report] | Assaigs: Varndell 6' c Thompson 60' c Con.: Goode (2/2) 7', 61' Pen.: Goode (2/5) 34', 75' | 24 de maig de 2014 14:45 CEST - Stade Jean-Bouin Assistència: 9,000 espectadors Àrbitre: Nigel Owens (WRU) |

| FB              | 15 | Hugo Bonneval        |                     | 73' |     |
| RW              | 14 | Julien Arias         |                     |     |     |
| OC              | 13 | Waisea Nayacalevu    |                     |     |     |
| IC              | 12 | Jonathan Danty       |                     |     |     |
| LW              | 11 | Digby Ioane          |                     | 29' |     |
| FH              | 10 | Jules Plisson        |                     |     |     |
| SH              | 9  | Jérôme Fillol        |                     | 49' |     |
| N8              | 8  | Sergio Parísse       |                     |     |     |
| OF              | 7  | Scott LaValla        |                     | 49' |     |
| BF              | 6  | Antoine Burban       | del 53' fins el 63' |     |     |
| RL              | 5  | Pascal Papé (c)      |                     |     |     |
| LL              | 4  | Alexandre Flanquart  | del 27' fins el 37' | 67' |     |
| TP              | 3  | Davit Kubriashvili   |                     | 43' |     |
| HK              | 2  | Laurent Sempéré      |                     | 71' | 77' |
| LP              | 1  | Heinke van der Merwe |                     | 62' |     |
| Canvis:         |    |                      |                     |     |     |
| HK              | 16 | Michael van Vuuren   | del 74' fins el 80' | 71' |     |
| PR              | 17 | Sakaria Taulafo      |                     | 62' |     |
| PR              | 18 | Rabah Slimani        |                     | 43' |     |
| LK              | 19 | Anton van Zyl        |                     | 67' |     |
| N8              | 20 | David Lyons          |                     | 49' | 77' |
| FH              | 21 | Morné Steyn          |                     | 73' |     |
| SH              | 22 | Julien Dupuy         |                     | 49' |     |
| CE              | 23 | Meyer Bosman         |                     | 29' |     |
| entrenador:     |    |                      |                     |     |     |
| Gonzalo Quesada |    |                      |                     |     |     |

| FB          | 15 | Andrea Masi     |                     |     |
| RW          | 14 | William Helu    |                     |     |
| OC          | 13 | Elliot Daly     |                     |     |
| IC          | 12 | Chris Bell (c)  |                     |     |
| LW          | 11 | Tom Varndell    |                     |     |
| FH          | 10 | Andy Goode      |                     | 78' |
| SH          | 9  | Joe Simpson     |                     | 77' |
| N8          | 8  | Guy Thompson    |                     | 77' |
| OF          | 7  | James Haskell   | del 28' fins el 38' |     |
| BF          | 6  | Ashley Johnson  |                     | 73' |
| RL          | 5  | Tom Palmer      |                     | 70' |
| LL          | 4  | Joe Launchbury  |                     |     |
| TP          | 3  | Phil Swainston  |                     | 78' |
| HK          | 2  | Carlo Festuccia |                     | 73' |
| LP          | 1  | Matt Mullan     |                     | 75' |
| Canvis:     |    |                 |                     |     |
| HK          | 16 | Tom Lindsay     |                     | 73' |
| PR          | 17 | Simon McIntyre  |                     | 75' |
| PR          | 18 | Taione Vea      |                     | 78' |
| LK          | 19 | Kearnan Myall   |                     | 70' |
| N8          | 20 | Ed Jackson      |                     | 73' |
| SH          | 21 | Charlie Davies  |                     | 77' |
| FH          | 22 | Joe Carlisle    |                     | 78' |
| CE          | 23 | Charlie Hayter  |                     | 77' |
| entrenador: |    |                 |                     |     |
| Dai Young   |    |                 |                     |     |

| Jutges de Touch: Ian Davies (WRU) Sean Brickell (WRU) Àrbitres de TV Derek Bevan (WRU) |

## Resultat
Wasps guanyaren l'eliminatòria per un resultat global de 50 - 35 classificant-se per la European Rugby Champions Cup 2014-2015 i relegant l'Stade Français a jugar la European Rugby Challenge Cup 2014–15.